# Denis Oswald
Denis Oswald (Neuchâtel, 9 de mayo de 1947) es un deportista suizo que compitió en remo.
Participó en tres Juegos Olímpicos de Verano entre los años 1968 y 1976, obteniendo una medalla de bronce en México 1968 en la prueba de cuatro con timonel. Fue presidente de la Federación Internacional de Sociedades de Remo entre los años 1989 y 2014.

## Palmarés internacional
| Juegos Olímpicos | Juegos Olímpicos          | Juegos Olímpicos  | Juegos Olímpicos   |
| Año              | Lugar                     | Medalla           | Prueba             |
| ---------------- | ------------------------- | ----------------- | ------------------ |
| 1968             | Ciudad de México (México) | Medalla de bronce | Cuatro con timonel |